# أميرة أستورياس
هذه القائمة تحتوى على أميرات أستورياس من خلال الزواج.
تم إنشاء اللقب في 1388 لـ إنفانتي إنريكي وزوجته كاترين من إنجلترا، كجزء من (معاهدة بايون) كان منح اللقب، على غرار أمير ويلز في إنجلترا، كان اللقب أمير أستورياس لقب وريث العرش في تاج قشتالة ثم لـ مملكة إسبانيا.
حاملة اللقب حالياً هي إنفانتا ليونور منذ 2014 بعد صعود والدها فيليبي السادس، 
وبحيث تسمح قوانين المعمولة في إسبانيا وفي تاج قشتالة في العصور الوسطى للمرأة بحمل هذا اللقب إذ لم يكن هناك وريث ذكر، على العكس ما هو معمول في تاج أراغون في العصور الوسطى.

## أميرات
هذه القائمة توضح النساء التي حملهن اللقب من خلال الزواج:-
| الصورة | الاسم                        | الوالد                                            | الميلاد        | الزواج         | أصبحت أميرة    | توقف عن استخدام           | الوفاة         | الزوج            |
| ------ | ---------------------------- | ------------------------------------------------- | -------------- | -------------- | -------------- | ------------------------- | -------------- | ---------------- |
|        | كاثرين لانكاستر (من إنجلترا) | جون غونت، دوق لانكاستر (لانكاستر)                 | 31 مارس 1373   | 17 سبتمبر 1388 | 17 سبتمبر 1388 | 9 أكتوبر 1390 أصبحت ملكة  | 2 يونيو 1418   | إنريكي (الثالث)  |
|        | بلانكا من نافارا             | خوان الثاني ملك نافارا (تراستامارا)               | 4 يونيو 1424   | 16 أكتوبر 1440 | 16 أكتوبر 1440 | 27 يوليو 1453 طُلِقت        | 2 ديسمبر 1464  | إنريكي (الرابع)  |
|        | مارغريت من النمسا            | ماكسيمليان الأول، إمبراطور روماني مقدس (هابسبورغ) | 10 يناير 1480  | 3 أبريل 1497   | 3 أبريل 1497   | 4 أكتوبر 1497 وفاة الزوج  | 1 ديسمبر 1530  | خوان             |
|        | ماريا مانويلا من البرتغال    | جواو الثالث ملك البرتغال (أفيز)                   | 15 أكتوبر 1527 | 15 نوفمبر 1543 | 15 نوفمبر 1543 | 12 أغسطس 1545             | 12 أغسطس 1545  | فيليب (الثاني)   |
|        | ماري الأولى ملكة إنجلترا     | هنري الثامن ملك إنجلترا (تيودور)                  | 18 فبراير 1516 | 25 يوليو 1554  | 25 يوليو 1554  | 16 يناير 1556 أصبحت ملكة  | 17 نوفمبر 1558 | فيليب (الثاني)   |
|        | إليزابيث البوربونية          | هنري الرابع ملك فرنسا (بوربون)                    | 22 نوفمبر 1602 | 25 نوفمبر 1615 | 25 نوفمبر 1615 | 31 مارس 1621 أصبحت ملكة   | 6 أكتوبر 1644  | فيليب (الرابع)   |
|        | لويز إليزابيث من أورليانز    | فيليب الثاني، دوق أورليان (أورليان)               | 11 ديسمبر 1709 | 20 يناير 1722  | 20 يناير 1722  | 14 يناير 1724 أصبحت ملكة  | 16 يونيو 1742  | لويس             |
|        | باربارا من البرتغال          | جواو الخامس ملك البرتغال (براغانزا)               | 4 ديسمبر 1711  | 20 يناير 1729  | 20 يناير 1729  | 9 يوليو 1746 أصبحت ملكة   | 27 أغسطس 1758  | فرناندو (السادس) |
|        | ماريا لويزا دي بارما         | فيليب، دوق بارما (بوربون-بارما)                   | 9 ديسمبر 1751  | 4 سبتمبر 1765  | 4 سبتمبر 1765  | 14 ديسمبر 1788 أصبحت ملكة | 2 يناير 1819   | كارلوس (الرابع)  |
|        | ماريا أنطونيا من صقلية       | فرديناندو الأول ملك صقلية ونابولي (بوربون-صقلية)  | 14 ديسمبر 1784 | 4 أكتوبر 1802  | 4 أكتوبر 1802  | 21 مايو 1806              | 21 مايو 1806   | فرناندو (السابع) |
|        | ليتيزيا أورتيز روكاسولانو    | خيسوس خوسيه أورتيز ألفاريز                        | 15 سبتمبر 1972 | 22 مايو 2004   | 22 مايو 2004   | 19 يونيو 2014 أصبحت ملكة  | -              | فيليبي (السادس)  |